# Pratt & Whitney X-1800

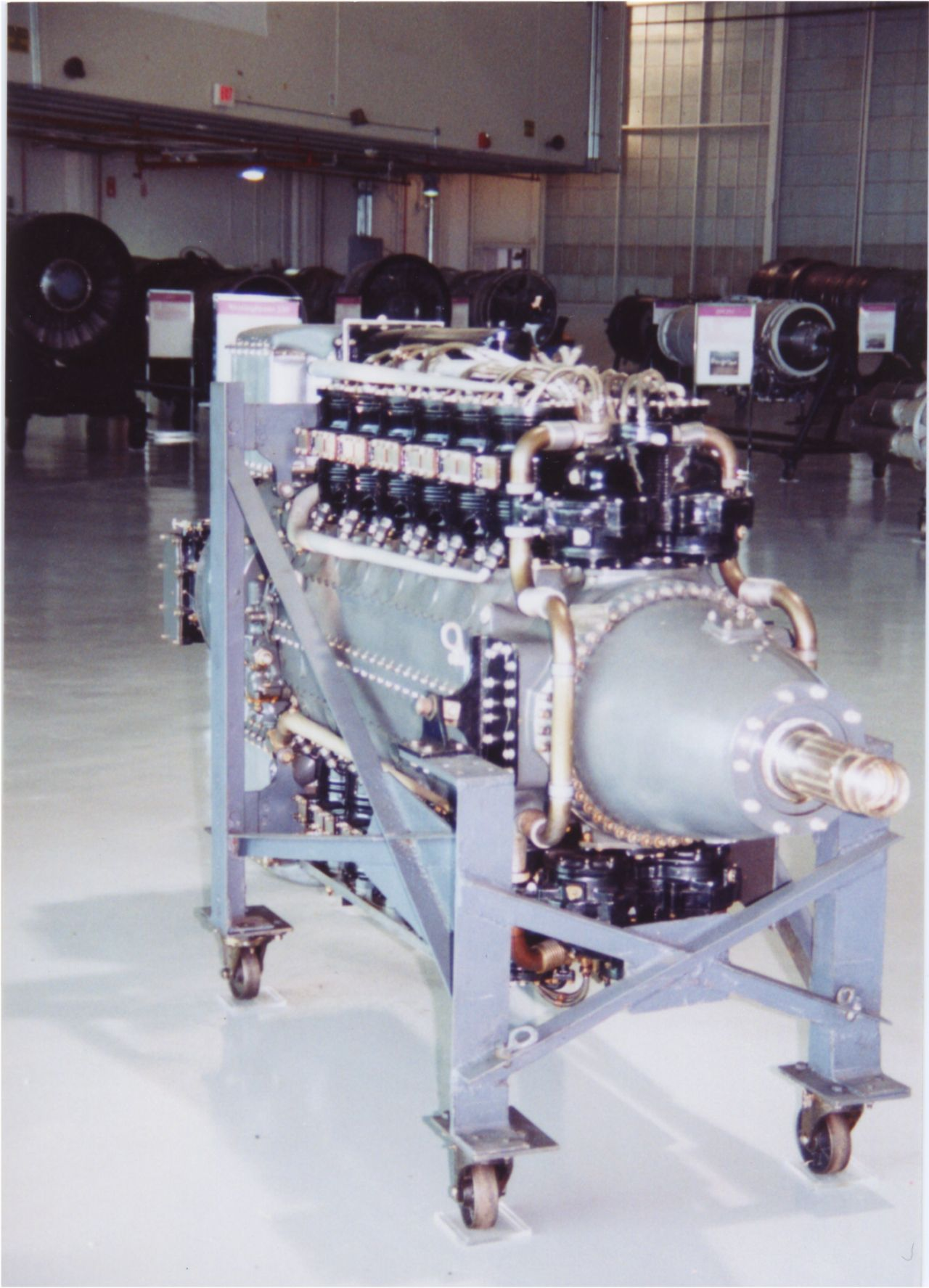
P&W X-1800

Der Pratt & Whitney X-1800 war das Projekt eines US-amerikanischen wassergekühlten 24-Zylinder-H-Motors. Die vorgesehene militärische Bezeichnung lautete Pratt & Whitney H-2600. Er war für die Flugzeuge Vultee XP-54, Curtiss-Wright XP-55, Northrop XP-56 sowie Lockheed XP-49 vorgesehen und hatte eine projektierte Leistung von 1850 bis 2200 PS bei einem Hubraum von 42,6 Litern. Zur Sicherstellung guter Höhenleistung war es mit Turboladern ausgerüstet.
Das Triebwerk sollte ab 1942 in Großserie gefertigt werden. Doch bereits 1940 zeigte sich bei nicht bestandenen Prüfstandläufen, dass ein erheblicher weiterer Entwicklungsbedarf bestand. Pratt & Whitney beschloss daraufhin, sich auf Sternmotoren zu konzentrieren und stellte die Entwicklung des X-1800 im Oktober 1940 ein.